# Rio Tembe
O rio Tembe tem um percurso aproximadamente sudoeste-nordeste atravessando o distrito moçambicano de Matutuíne, para desaguar no estuário do Espírito Santo, a sul da cidade de Maputo. Este rio é um dos limites da localidade da Catembe, um dos distritos urbanos de Maputo.
Tanto o nome do rio como o da localidade provêm do antigo clã ou reino dos Tembe; ainda hoje o sobrenome Tembe é muito comum nesta região de Moçambique.